# Ceiba erianthos
Ceiba erianthos é uma espécie endêmica das regiões Nordeste e Sudeste do Brasil dos estados Bahia, Ceará, Espírito Santo, Minas Gerais e Rio de Janeiro do bioma Mata Atlântica. Occorre em vegetações sobre afloramentos rochosos e restingas. É conhecida popularmente como paineira-da-praia e paineira-branca.